# La Passió de Sant Fructuós

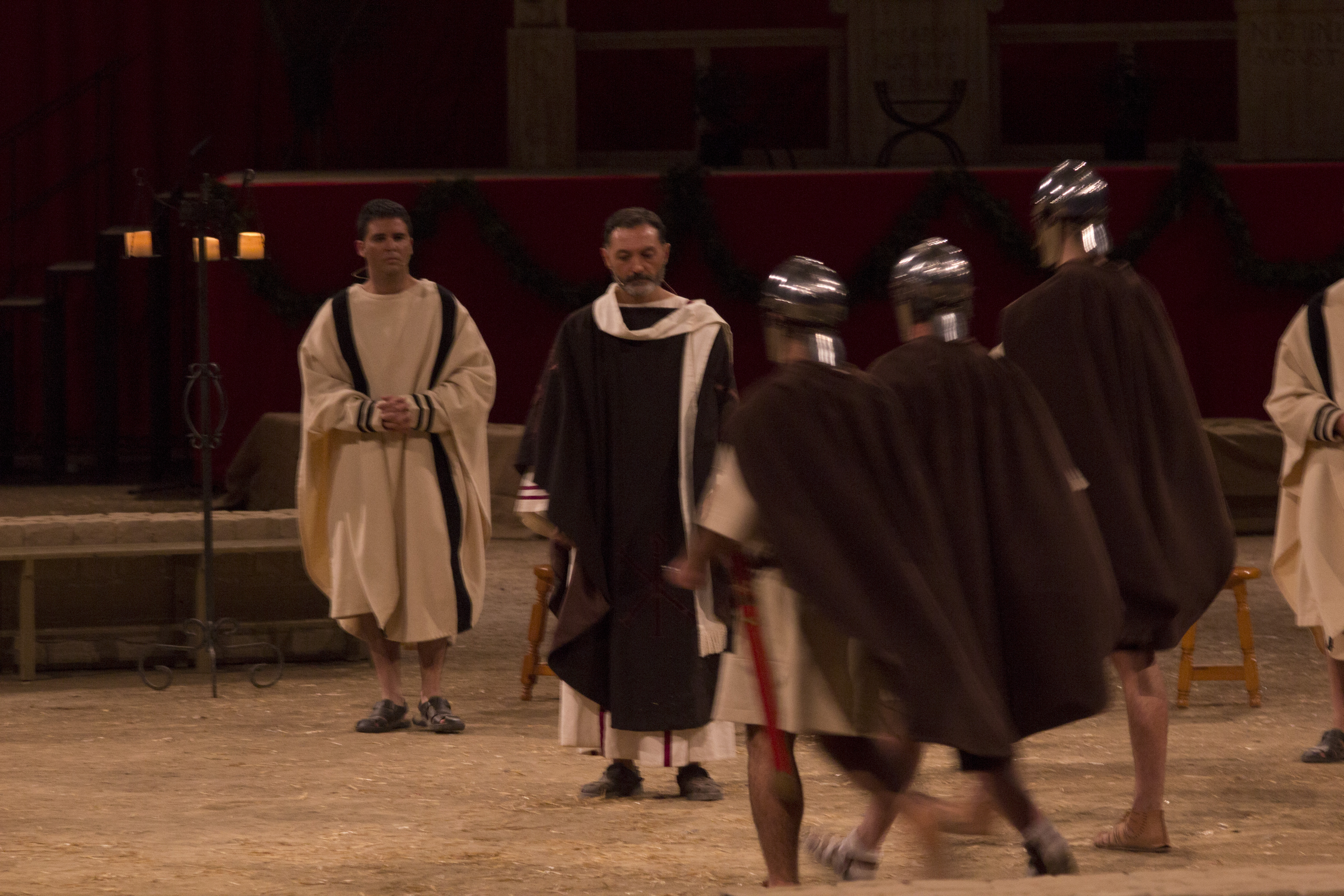
La representació de la Passió de Sant Fructuós que va tenir lloc el dia abans de la Beatificació de Tarragona al vespre, al Tarraco Arena Plaça. A la imatge, els guàrdies capturen a Fructuós de Tarragona.

La Passió de Sant Fructuós és una obra teatral que es representa amb música en directe sobre la vida de Fructuós de Tarragona. L'obra està escrita i dirigida per Andreu Muñoz Melgar, inspirada en l'anomenada Passio Fructuosi, un document de la segona meitat del segle iii sobre la vida. Es representa bianualment des del 1990 habitualment a l'amfiteatre romà tot i que també s'han usat altres espais com la Tarraco Arena Plaça de Tarragona amb motiu de la Beatificació de Tarragona. La representació està organitzada per l'Associació Cultural Sant Fructuós amb la col·laboració de la Schola Cantorum i Orquestra dels Amics de la Catedral de Tarragona.

## Història
El projecte va sorgir a finals de la dècada del 1980, d'un grup de joves de la Parròquia de Sant Pere i Sant Pau Sescelades de Tarragona, que volien difondre millor les arrels cristianes de l'Església Tarraconsense, el patrimoni arqueològic i la història. El 20 de gener del 1990, vigília de la festivitat de sant Fructuós, es va representar per primera vegada a la Catedral de Tarragona. No obstant, no va ser fins a l'any 2000 que es va constituir legalment l'Associació Cultural de Sant Fructuós. Des d'aquell moment ha editat llibres, materials pedagògics, programat conferències, promogut viatges formatius i treballs de reconstrucció històrica, a més de promoure la representació teatral que es coneix com La Passió de sant Fructuós. Amb motiu de la Beatificació de Tarragona del 2013 la representació va aplegar 6.000 persones. Amb motiu del 25 aniversari es va fer una exposició retrospectiva a l'edifici del Seminari de Tarragona i es va planificar una edició especial de l'obra per als dies 10, 11 i 12 de juliol de 2015. Es va dividir la representació en tres parts i en tres escenaris diferents: les voltes del circ romà, l'amfiteatre i la necròpolis paleocristiana.
L'any 2018 es complien 10 anys de l'Any Jubilar de Sant Fructuós i 27 anys de la primera representació. Per commemorar l'efemèride es va decidir representar la passió el mateix dia 21 de gener, ja que el martiri va ser el 21 de gener de l'any 259. La representació es va fer a les 11 del matí a l'amfiteatre romà. Al final de l'obra estava previst que els actors mantinguessin una conversa amb el públic per contextualitzar la representació.

## Passio Fructuosi
La Passio Fructuosi, les actes martirials anònimes del bisbe de Tarraco Fructuós i els diaques Auguri i Eulogi, protomàrtirs hispànics, expliquen que van ser cremats vius a l'amfiteatre de Tarragona el 21 de gener del 259 per la persecució dels emperadors Valerià I i Galiè. El document va ser redactat entre la segona meitat del segle iii i els inicis del segle iv, el que el converteixen en el document literari martirial més antic de la península Ibèrica. El document va ser citat pel mateix sant Agustí d'Hipona o el poeta Aureli Climent Prudenci.

## Reconeixements
- 2003: Diploma de Serveis Distingits de l'Ajuntament de Tarragona.[5]
- 2009: Nominació a la declaració de Patrimoni Cultural Immaterial de Catalunya i Andorra.[5]